# Burmanopetalum
Burmanopetalum inexpectatum, Burmanopetalidae, Burmanopetalidea
Sous-ordre
Famille
Genre
Genre
Burmanopetalum est un genre fossile de très petits arthropodes myriapodes (connus sous le nom de « mille-pattes »), de la classe des diplopodes et de l'ordre des Callipodida, découvert dans de l'ambre birman d'âge Crétacé.
Une seule espèce est rattachée au genre : Burmanopetalum inexpectatum, décrite en 2019 par Pavel Stoev, Leif Moritz et Thomas Wesener. Ces auteurs ont également créé une super-famille, les Burmanopetalidea, et une famille, les Burmanopetalidae, pour héberger cette unique espèce.

## Présentation
La datation de l'ambre birman se situe à la limite entre le Crétacé inférieur et le supérieur. Une datation radiométrique par l'uranium-plomb sur des zircons en 2012 lui donne un âge de 98,79 ± 0,62 (millions d'années), soit du Cénomanien inférieur. D'autres données biostratigraphiques le datent de l'Albien supérieur au Cénomanien.

## Étymologie
Le nom de genre est composé de Burma qui rappelle le pays où le fossile a été découvert, la Birmanie ou Myanmar, et de la terminaison petalum fréquemment utilisée pour les Callipodida. Le nom spécifique inexpectatum souligne la découverte inattendue d’un seul spécimen d'une nouvelle espèce très différente parmi les 529 spécimens de « mille-pattes » trouvés jusqu'à présent dans l’ambre de Birmanie.

## Description
Le seul spécimen découvert, référencé ZFMK-MYR07366, est complet et parfaitement conservé. C'est une femelle partiellement enroulée mais bien résolue en tomodensitométrie. C'est un mille pattes de très petite taille, long de 8,2 millimètres. Son corps est cylindrique, composé de 35 segments et d'un telson. Son plus large anneau est le quatorzième avec 0,4 mm de diamètre.
Sa tête est elliptique, plus longue que large et couverte de longues soies. Le collum, la pièce de l'arrière de la tête, correspondant au col, est presque de la même taille que la tête.
Les antennes avec leurs sept antennomères sont longues (0,9 mm) et minces, atteignant ou s'étendant légèrement au-delà du bord postérieur du quatrième anneau du corps lorsqu'elles sont repliées vers l'arrière. Le disque final possède 4 cônes apicaux.

## Paléoenvironnement
Dans le petit fragment d'ambre jaune clair transparent dans lequel B. inexpectatum a été trouvé, il est accompagné de fossiles d'insectes orthoptères du sous-ordre des ensifères.

### Publication originale
- (en) Pavel Stoev, Leif Moritz et Thomas Wesener, « Dwarfs under dinosaur legs: a new millipede of the order Callipodida (Diplopoda) from Cretaceous amber of Burma », ZooKeys, vol. 841,‎ 2019, p. 79–96 (DOI 10.3897/zookeys.841.34991)